# Mã Ninh (trọng tài)
Mã Ninh (tiếng Trung: 马宁; sinh ngày 14 tháng 6 năm 1979) là một trọng tài bóng đá người Trung Quốc. Ông là trọng tài quốc tế thường xuyên của FIFA từ năm 2011.